# Gregoriuswasser
Unter Gregoriuswasser (auch gregorianisches Wasser) versteht man mit Salz, Asche und Wein vermischtes Weihwasser. Der Name nimmt Bezug  auf  Papst Gregor den Großen. Gregoriuswasser wurde ausschließlich bei der Kirchweihe zur Besprengung des Altars und der Kirche verwendet. Bei der Versiegelung des Reliquiengrabs im Altar wurde es dem Mörtel beigegeben. Auch bei Glockenweihen kam es zum Einsatz. Alle Elemente dieser Weihwassermischung können als Reinigungsmittel und damit als Reinheitssymbole interpretiert werden. Das Gregoriuswasser wurde somit zum Ausdruck der reinigenden Wirkung der Weihe versprengt.
Der Name Gregoriuswasser wurde erst im 14. Jahrhundert – in einem sachlich nicht begründeten Bezug auf Papst Gregor den Großen – geprägt. Im 7. Jahrhundert wurde dem Weihwasser zunächst nur Wein beigegeben. Im 8. Jahrhundert kam das Salz als Element hinzu. Ende des 8. Jahrhunderts wurde dann die Asche als letztes Element beigefügt. Der Liturgiker Durandus von Mende gab dem Ritus seine dann für mehrere Jahrhunderte praktizierte Form. 
Das Rituale Romanum in der Ausgabe vom 29. Mai 1977 erwähnt das Gregoriuswasser nicht mehr.